# Campanula serrata
Campanula serrata är en klockväxtart som först beskrevs av Pál Kitaibel och Schult., och fick sitt nu gällande namn av Radovan Hendrych. Campanula serrata ingår i släktet blåklockor, och familjen klockväxter. IUCN kategoriserar arten globalt som livskraftig. Inga underarter finns listade i Catalogue of Life.